# Maceo Pinkard
Maceo Pinkard (Bluefield (West Virginia), 27 juni 1897 – 21 juli 1962) was een Amerikaanse componist, tekstschrijver en muziekuitgever. Een van zijn composities is Sweet Georgia Brown, al decennialang een populaire jazzstandard en beroemd als clublied van het Harlem Globetrotters basketbalteam.
Pinkard werd ingewijd in de National Academy of Popular Music, Songwriters Hall of Fame in 1984.

## Biografie
Pinkard volgde zijn opleiding in de klas van 1913 aan het Bluefield Coloured Institute en schreef een jaar later zijn eerste grote lied I'm Goin' Back Home. Hij was een van de grootste componisten van de Harlem Renaissance. In zijn vroege carrière formeerde hij zijn eigen orkest en toerde hij door de Verenigde Staten als dirigent. In 1914 richtte Pinkard een theateragentschap op in Omaha (Nebraska) en uiteindelijk Pinkard Publications, een muziekuitgeverij in New York. In 1917 richtte hij zijn eigen uitgeverij Maceo Pinkard Music op en begon hij composities te verkopen aan nationale uitgeverijen, zoals Frank K. Root in Chicago en Leo Feist in New York. Eind 1918 werd hij ingehuurd door de firma Shapiro, Bernstein & Company in New York en het jaar daarop verscheen de eerste grote hit Mammy O'Mine.
In 1918 kwam er een overvloed aan muziek, die verband hield met de oorlog. Pinkard componeerde de tekst en muziek van Don't Cry Little Girl, Don't Cry. Hij schreef ook de tekst en muziek voor Those Draftin' Blues.
In 1919 verhuisde Pinkard naar New York. Zijn beste werk werd geschreven in de jaren 1921-1931. De catalogus van Pinkard, die voornamelijk schreef als componist en tekstschrijver, bevat hits als Sugar, Gimme a Little Kiss, Will Ya Huh?, At Twilight en Them There Eyes (1930), later opgenomen door Billie Holiday in 1939 bij Okeh Records. Dit was een van de liedjes, die Holiday zong in de Storyville jazzclub in Boston in 1952, net als Sweet Georgia Brown (een #1 Billboard-hit in de zomer van 1925), Here Comes the Show Boat (1927), Sweet Man, I'll Be a Friend (With Pleasure), Congratulations (1929), Is That Religion?, Liza (1922), Lila, There Must Be Somebody Else, Okay Baby, That Wonderful Boy Friend of Mine, Let's Have a Showdown, My Old Man en Mammy O 'Mine (1919). Kort na zijn verhuizing naar New York nam hij zijn pianospel op meerdere pianorollen op voor de labels Republic en Connorized. In 1930 werd zijn nummer I'll Be A Friend with Pleasure opgenomen door een jazzband onder leiding van Bix Beiderbecke, met Gene Krupa en Benny Goodman als sidemen.
Zijn beroemde muziekcompositie Sweet Georgia Brown, tekst door Kenneth Casey, werd opgenomen door Louis Armstrong (1928), Count Basie,  Cab Calloway (1931), Ray Charles (1961), Nat King Cole (1943), Bing Crosby (1927), Ella Fitzgerald (1956), Dizzy Gillespie (1967), Benny Goodman (1956), Harry James (1939), Carmen McRae (1964), Thelonious Monk (1941), Charlie Parker (1947), Oscar Peterson (1945), Cole Porter (1960), Sarah Vaughan (1963), Ethel Waters (1923) en op het album Ain't She Sweet (1962) van The Beatles.
Duke Ellingtons introductie in de muziekindustrie begon met Maceo Pinkard. Kort nadat ze elkaar hadden ontmoet in de nachtclub van Barron, nam Pinkard Ellington mee naar het centrum en stelde hem voor aan de daar gevestigde muziekuitgeverij. Dit deel van Broadway, van 40th tot 55th Streets, stond bekend als Tin Pan Alley vanwege de kakofonie van zoveel pianisten, die verschillende muziekstukken in verschillende toonsoorten speelden. Daar had Ellington zijn eerste ontmoeting bij Mills Music met zijn jongere broer Irving, die later zijn manager zou worden. Ellington nam een aantal Pinkard-composities op, zoals Is That Religion?, Sweet Georgia Brown en Them There Eyes.

## Toneelproductie

### Liza(1922)
Pinkard schreef en produceerde ook de Broadwaymusical-comedyshow Liza (uit het boek van Irvin C. Miller), die op 27 november 1922 werd geopend in Daly's 63rd Street Theatre in New York en bevatte 172 uitvoeringen (27 november 1922 - 21 april 1923). De originele bezetting bestond uit Emmett Anthony, Will A. Cook, Thaddius Drayton, Alonzo Fenderson, Doe Doe Green, R. Eddie Greenlee, Snippy Mason, Irvin C. Miller, Quintard Miller, Billy Mills, Packer Ramsey, Maude Russell, Gertrude Saunders, Margaret Simms, William Simms en Elizabeth Terrill. Tekst en muziek van Maceo Pinkard: Tag Day, Pleasure, I'm the Sheriff, Liza, Just a Barber Shop Cord, That Brownskin Flapper, On the Moonlit Swanee, Essence, Forget Your Troubles, (I've Got That) Runnin' Wild Blues, Dandy, My Creole Girl, Planning, Love Me en Don't Be Blue.
Muziek op schijf werd populair gemaakt door Zez Confrey and His Orchestra (Victor 19055), Albert E. Short and His Tivoli Syncopators (Vocalion 14554) en de nieuwe Synco Jazz Band (Perfect 14104). 
- Categorie: musical, komedie, origineel, Broadway
- Beschrijving: Een musical in twee bedrijven
- Omgeving: Summer Time in Jimtown, South Carolina

### Beoordeling
De black music-hit van het jaar, met boek van Irving C. Miller en muziek van Maceo Pinkard, opende in november in het Daly's 63rd Street Theatre. Volgens Eubie Blake waren de kleedkamers, die werden gebouwd voor Shuffle Along, net op tijd klaar voor Liza. Een paar maanden later verhuisde Liza naar het Nora Bayes Theatre op 44th Street en werd de eerste black music-show, die tijdens het reguliere seizoen op Broadway speelde. (Tot nu toe waren alleen de zomermaanden beschikbaar voor black musicproducties, terwijl de critici zich afvroegen waarom de shows in zo'n hete tijd van het jaar werden gepresenteerd). Liza was goed voor 172 uitvoeringen in een tijd, waarin een reeks van honderd uitvoeringen als goed werd beschouwd.
In 1999 bevatte het Grammy Award-genomineerde album The Love Movement van A Tribe Called Quest een sample van de Maceo Pinkard-compositie Start It Up uit 1920.

## Overlijden
Maceo Pinkard overleed in juli 1962 op 65-jarige leeftijd. Elk jaar organiseert Bluefield State College een festival van een week ter ere van zijn beroemde alumnus.

## Filmmuziek
Pinkards composities werden als filmscore gebruikt in een aantal films, die waren samengesteld uit eerder geschreven muzikale composities. Gedeeltelijke lijst omvat:
|      |                          |                                                          |                                          |  |
| Jaar | Film                     | Acteur/Actrice                                           | Songs                                    |  |
| 1929 | Show Boat                | Laura La Plante Joseph Schildkraut                       | Here Comes the Show Boat (1929)          |  |
| 1930 | The Widow from Chicago   | Edward G. Robinson                                       | Sweet Georgia Brown                      |  |
| 1939 | Invisible Stripes        | Humphrey Bogart George Raft William Holden               | Sweet Georgia Brown                      |  |
| 1940 | Second Chorus            | Fred Astaire                                             | Sweet Georgia Brown                      |  |
| 1950 | Young Man with a Horn    | Kirk Douglas Lauren Bacall Louis Armstrong               | Sweet Georgia Brown                      |  |
| 1952 | Has Anybody Seen My Gal? | Rock Hudson Piper Laurie                                 | imme a little kiss, will ya, huh? (1926) |  |
| 1955 | Pete Kelly's Blues       | Jack Webb Peggy Lee Ella Fitzgerald Jayne Mansfield      | Sugar                                    |  |
| 1959 | Some Like It Hot         | Marilyn Monroe Tony Curtis Jack Lemmon                   | Sweet Georgia Brown                      |  |
| 1991 | The Fabulous Baker Boys  | Jeff Bridges Michelle Pfeiffer                           | Sweet Georgia Brown                      |  |
| 1991 | Oscar                    | Sylvester Stallone                                       | Sweet Georgia Brown                      |  |
| 1992 | The Babe                 | John Goodman Kelly McGillis                              | Sweet Georgia Brown                      |  |
| 1993 | The Meteor Man           | Robert Townsend James Earl Jones Bill Cosby Nancy Wilson | Them There Eyes (1930)                   |  |
| 1999 | Sweet and Lowdown        | Sean Penn Samantha Morton Uma Thurman                    | Sweet Georgia Brown                      |  |
| 2005 | Rebound                  | Martin Lawrence Wendy Raquel Robinson                    | Sweet Georgia Brown (1925)               |  |
| 2005 | Capote                   | Philip Seymour Hoffman                                   | Sugar (That Sugar Baby o' Mine)          |  |